# George Osborne (kanclerz skarbu)
George Gideon Oliver Osborne (ur. 23 maja 1971 w Londynie) – brytyjski polityk, członek Partii Konserwatywnej, członek Izby Gmin od 2001, kanclerz skarbu od 2010 do 2016.

## Edukacja i młodość
Osborne urodził się w 1971 w Paddington w Londynie. Jest potomkiem rodziny baronetów Osborne. Jego ojciec, Sir Peter Osborne, był współzałożycielem firmy Osborne & Little, zajmującej się projektowaniem tapet i tkanin. Osborne, początkowo Gideon, zmienił swoje pierwsze imię na George w wieku 13 lat. Kształcił się w Londynie w Norland Place School i St Paul’s School. Ukończył historię nowożytną na Magdalen College na Uniwersytecie Oksfordzkim. W czasie studiów był członkiem elitarnego Klubu Bullingdona oraz redaktorem magazynu Isis.
Osborne poślubił Frances Howell, córkę konserwatywnego polityka i ministra Davida Howella. Frances Osborne z zawodu jest pisarką. Osborne ma dwoje dzieci.
Początkowo pracował w National Health Service, w którym zajmował się opracowywaniem danych statystycznych. Przez krótki czas pracował również w domu towarowym Selfridges. Po zakończeniu studiów przez pewien czas był niezależnym dziennikarzem.

## Działalność polityczna
W 1994 Osborne wstąpił do Departamentu Badań Partii Konserwatywnej i został szefem sekcji politycznej. W latach 1995–1997 pracował w Ministerstwie Rolnictwa, Rybołówstwa i Żywności jako specjalny doradca ministra Douglasa Hogga. Od 1997 do 2001 był sekretarzem politycznym oraz autorem przemówień lidera opozycji Williama Hague’a.
W czerwcu 2001 Osborne został wybrany do Izby Gmin z okręgu Tatton w hrabstwie Cheshire. Pokonał wówczas kandydata niezależnego, Martina Bella. W wyborach w 2005 oraz w 2010 uzyskał reelekcję w parlamencie.
We wrześniu 2004 Osborne został mianowany naczelnym sekretarzem skarbu w brytyjskim gabinecie cieni pod przywództwem Lidera Opozycji Michaela Howarda.
5 maja 2005 został Kanclerzem Skarbu w gabinecie cieni, najpierw na czele z Howardem, a następnie z nowym Liderem Opozycji Davidem Cameronem. Po wyborach w maju 2010 został Kanclerzem Skarbu w gabinecie premiera Davida Camerona. Zachował to stanowisko również w drugim gabinecie Camerona, powołanym po wyborach z 2015 roku. Dodatkowo otrzymał honorową funkcję pierwszego sekretarza stanu, co wobec braku niepowołania w tym gabinecie wicepremiera, czyni z niego drugą pod względem rangi osobę wśród członków gabinetu, zaraz po samym premierze. Pracę w rządzie zakończył 13 lipca 2016, tj. w dniu dymisji Davida Camerona. Nie ubiegał się o ponowny wybór do Izby Gmin w wyborach parlamentarnych w 2017 r.

## Działalność od 2017
W maju 2017 rozpoczął pracę jako redaktor „London Evening Standard”.